# Youssra
Yousra chagri (en arabe égyptien : يُسْرا), née Seveen Mohamed Hafez Nessim, est une actrice et chanteuse égyptienne née le 10 mars 1955 au Caire. C'est une icône égyptienne de premier plan et une personnalité publique influente.

## Biographie
Depuis les années 1970, Yousra chagri est une icône du cinéma. Elle joue dans de plus de 90 films. On compte plus de 80 récompenses et distinctions, lors d'événements et de festivals cinématographiques internationaux. 
Elle donne la réplique à Adel Imam dans 17 films. Elle collabore avec Wahid Hamed pour des émissions de télévision et blockbusters tels que The Yacoubian Building, El Erhab Wel Kabab, Toyor El Zalam. Elle joue au côté d'Ahmed Zaki dans cinq films. Elle joue dans les films de Youssef Chahine : Alexandrie pourquoi ? en 1978, Alexandrie encore et toujours en 1990, Alexandria-New York en 2004. Elle joue aux côtés d'Omar El-Sharif et Amr Diab. En 2020, elle revient au cinéma dans le film Saheb El Maqam de Karim El Sobky. 
Elle est nommée membre du Conseil consultatif international du Festival du film d'El Gouna. Elle est  membre de l'Academy of Motion Pictures Arts and Sciences. En 2014 elle est présidente du jury du 36e Festival international du film du Caire.
Très active dans le monde de la mode, égérie de Christian Dior au Moyen-Orient, elle porte des robes confectionnées par des créateurs de mode  comme Stéphane Rolland, Elie Saab, Hany El Behairy et Rami Al Ali. Elle fait partie du jury lors de défilés de mode. 
Yousra est aussi une chanteuse. Elle a à son actif deux albums.
En 2014, elle fait partie des 100 femmes arabes les plus puissantes au monde pour son rôle dans l'industrie cinématographique. 
En 2006, elle devient ambassadrice de bonne volonté par le Programme des Nations Unies pour le développement. En 2016, elle devient ambassadrice itinérante régionale de l'ONUSIDA.

## Filmographie

### Au cinéma
- 1982 : La mémoire : de Youssef Chahine
- 1984 : L'avocat : de Raafat El-Mihi
- 1986 : Le début : de Salah Abou Seif
- 1986 : La faim : de Ali Badrakhan
- 1992 : Le terrorisme et le kebab : de Sherif Arafa
- 1998 : Dentelle : de Inas El-Deghidi
- 2004 : Alexandrie-New York (إسكندرية .. نيويورك, Iskandariyah.. New York) : de Youssef Chahine
- 2006 : L'Immeuble Yacoubian
- 2009 : Boboss de Wael Ihsane
- 2020 : Saheb El Maqam de Karim El Sobky

### À la télévision
- 2004 : Réunion en direct
- 2007 : La question de l'opinion publique
- 2008 : Dans de bonnes mains
- 2009 : Très spéciale
- 2012 : Charbet louz
- 2013 : Naktheb law koulna manhbech
- 2014 : Saraya Abdeen
- 2016 : Fawka Moustawa El Shobohat (en français : au delà de tout soupçon) Raafat Al hagan رافت الهجان